# Yasuhiro Yamada
Yasuhiro Yamada (山田泰寛?, Yamada Yasuhiro; Hiroshima, 13 febbraio 1968 – 8 aprile 2013) è stato un calciatore giapponese, di ruolo difensore.

## Carriera
Ha militato in massima serie giapponese con il Shimizu S-Pulse.